# Elsie Bodin
Elsie Bodin, egentligen Elsa Amalia Kristina Stendahl,  född Borgmann 8 februari 1909 i Limhamn, död 7 april 1998 i Solna församling, var en svensk sångare och skådespelare.
Hon var gift med sångaren och skådespelaren Gösta Bodin från 1932 till dennes död 1965. Hon gifte sig 1976 med bergsingenjör Per Stendahl. De tre är begravda på Solna kyrkogård.

## Filmografi
- 1940 – Ett brott
- 1942 – Fallet Ingegerd Bremssen
- 1943 – Kvinnor i fångenskap